# 烏田通知
烏田 通知（からすだ みちとも）は、安土桃山時代から江戸時代初期にかけての武将。毛利氏家臣で長州藩士。父は烏田武通。号は「道智」。

## 生涯
天正9年（1581年）、毛利氏家臣・烏田武通の子として生まれる。父・武通には長く嗣子がいなかったため、永禄8年（1565年）に国司元相の3男・元貞を婿養子としていたが、実子の通知が生まれたことにより、元貞は「国司」の苗字を名乗った。
天正12年（1584年）2月14日に毛利輝元の加冠状を受け元服、天正16年（1588年）6月21日に長門国美祢郡秋吉郷の内の11石1斗余足の知行を与えられた。
天正20年（1592年）から始まる文禄の役では、若輩である通知に代わって名代が家人を率いて毛利秀元に従い朝鮮へ渡海。慶長元年（1596年）、16歳の時に秀元付きの家臣となり、慶長2年（1597年）から始まる慶長の役では秀元に従って朝鮮へ渡った。2度に渡る朝鮮出兵において家臣の田邊吉之助が戦死している。
慶長5年（1600年）の関ヶ原の戦いでは伊勢国方面で九鬼守隆との戦いに従軍し、志摩越賀城付近の岸際における合戦では、柵の内にて槍で武功を挙げた。関ヶ原の戦い後に毛利氏が防長2ヶ国に減封されると、義兄・国司元貞は少知行を与えられてそのまま毛利氏に仕えることとなったが、通知は牢人となった。
慶長19年（1614年）の大坂冬の陣に際しては、内藤元盛（佐野元可）と共に豊臣家に味方して大坂城へ入城した。その際に、豊臣方勝利の暁の恩賞の為になるので、先祖の證文類があるなら提出するように言われ、祖父・景通の筑前国怡土郡に関する證文を内藤元盛に渡した。しかし、慶長20年（1615年）の大坂夏の陣で豊臣方が敗北したため、通知は大坂城から逃れて鹿児島へと落ち延びたものの、同年の内に萩へ赴いて輝元に目通りし毛利家へ帰参。同年10月1日に「九郎兵衛尉」の官途名を与えられた。なお、通知が提出した證文は大坂城から落ち延びる際に内藤元盛によって焼き捨てられている。
その後、毛利秀就と綱広の二代に仕え、寛文2年（1662年）4月11日に死去。子の正通（智庵）が後を継いだ。